# Grana (Itàlia)
Grana, (Gran-a en piemontès) és un municipi situat al territori de la província d'Asti, a la regió del Piemont (Itàlia).
Limita amb els municipis de Calliano, Casorzo, Castagnole Monferrato, Grazzano Badoglio, Moncalvo, Montemagno i Penango.